# Хрешчатий
Хрешчатий (на руски: Хрещатый) е хутор в Кантемировски район на Воронежка област на Русия, намиращо се на 6 km от Бугаевка по едноименния овраг. От името на оврага идва и названието на хутора.
Влиза в състава на селището от селски тип Бугаевское.

## География

### Улици
- ул. Садовая,
- ул. Солнечная,
- ул. Степная,
- ул. Школьная.

## История
Хуторът възниква през 1780 г. През 1794 г. има 21 къщи.
По данни от 1995 г., Хрешчатий има 116 къщи, в които живеят 291 души, училище и магазин. 

## Население
| 2010 |
| ---- |
| 192  |